# 胶筋法

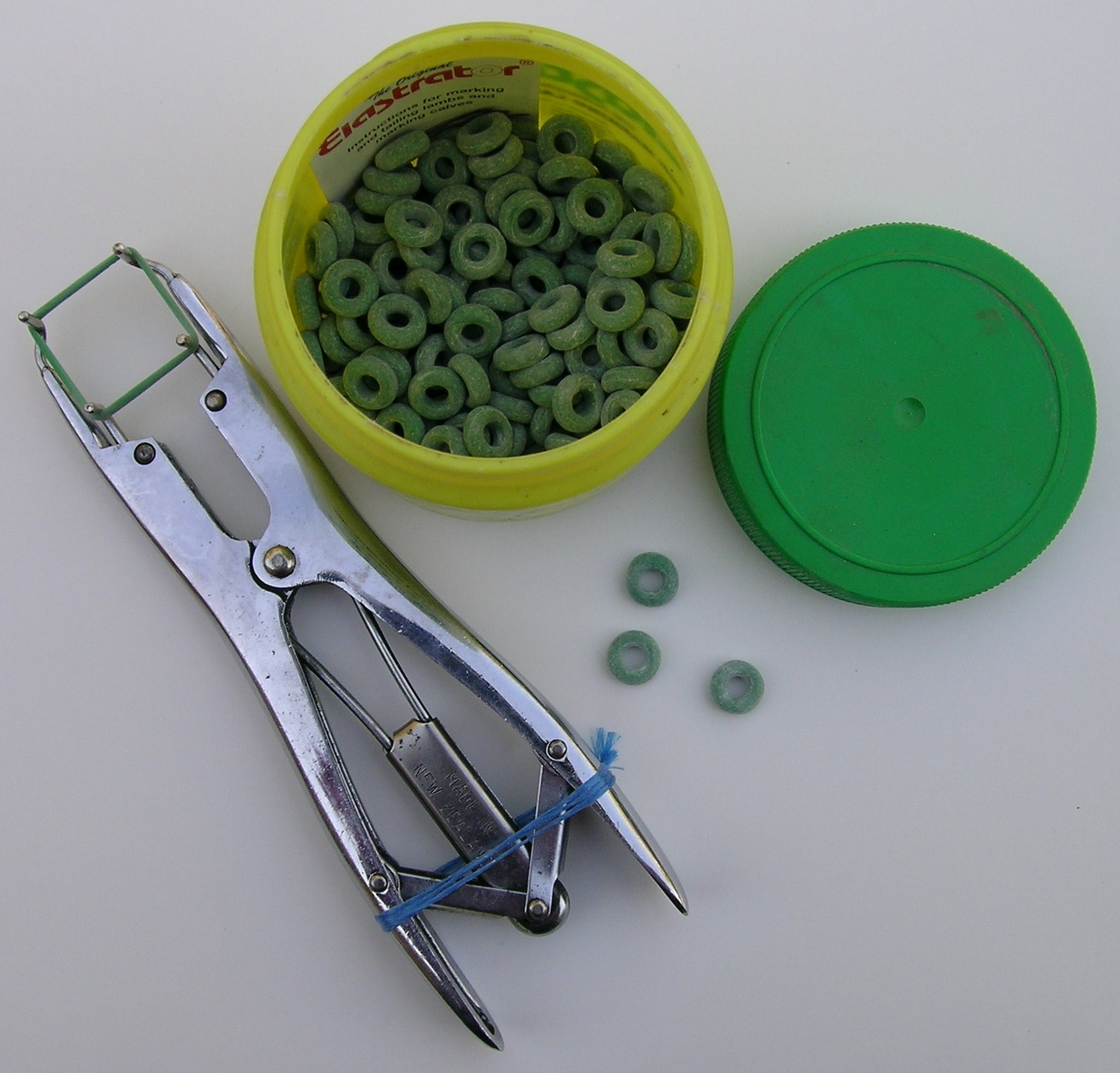
去势、断尾所使用的胶圈和弹力钳

胶筋法是一种牲畜断尾及公畜去势的方法，具体的方法是：将强力的橡皮筋扎在希望去除部位的上方，经一段时期后，由于血液无法到达而导致相应部位缺血性坏死，最终脱落，而达成断尾或去势的目的。胶筋法的优势在于简便、廉价及操作人员可以非常快速地掌握技术要点。

## 去势
胶筋法常用于羊的去势，但也有用于牛的去势。用于去势时，胶筋法也经常被称为“橡皮筋去势法”、“橡皮筋结扎法”等，用于去势的胶圈也被称为“去势圈”。

## 断尾

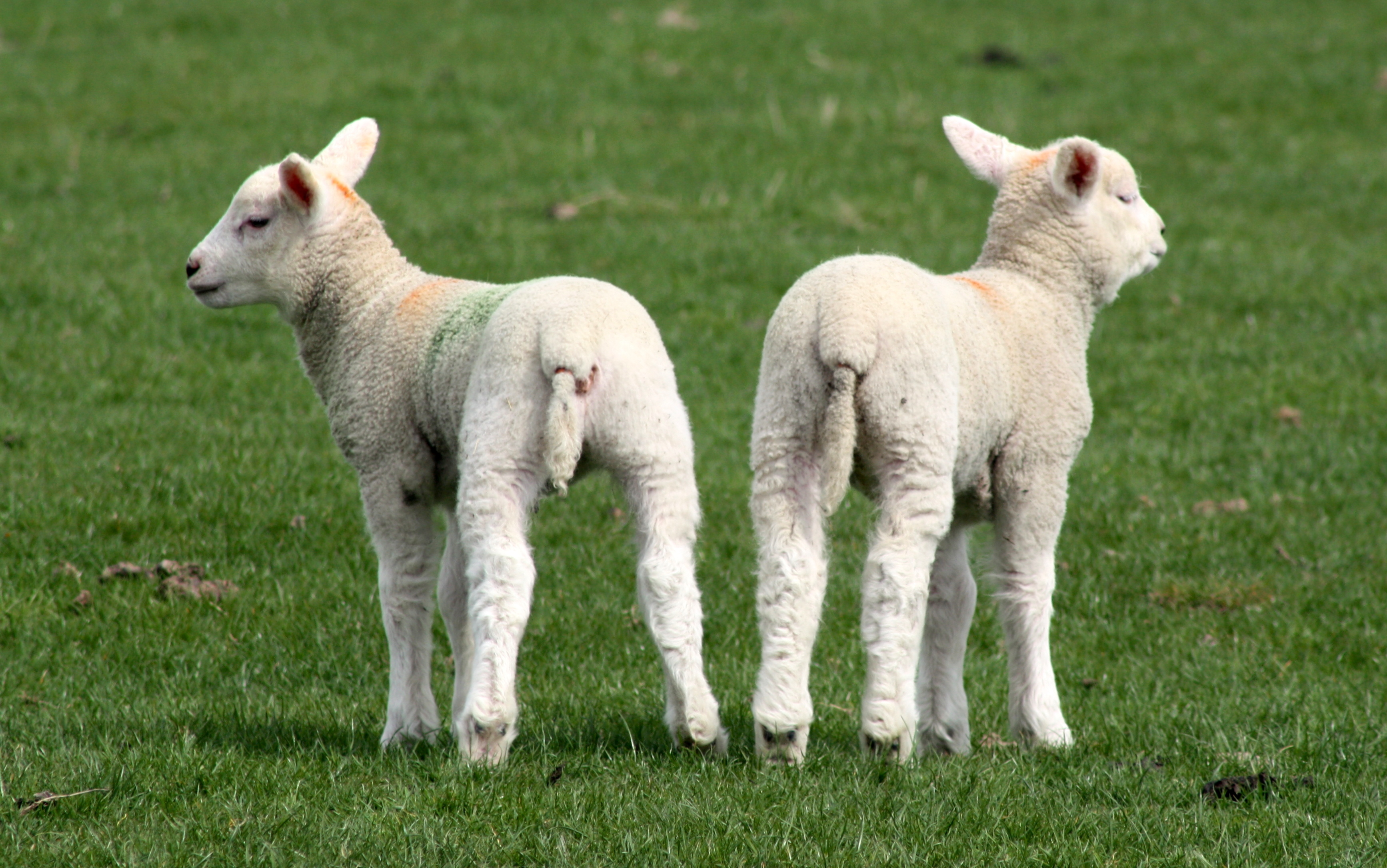
尾巴上扎着胶圈的羊

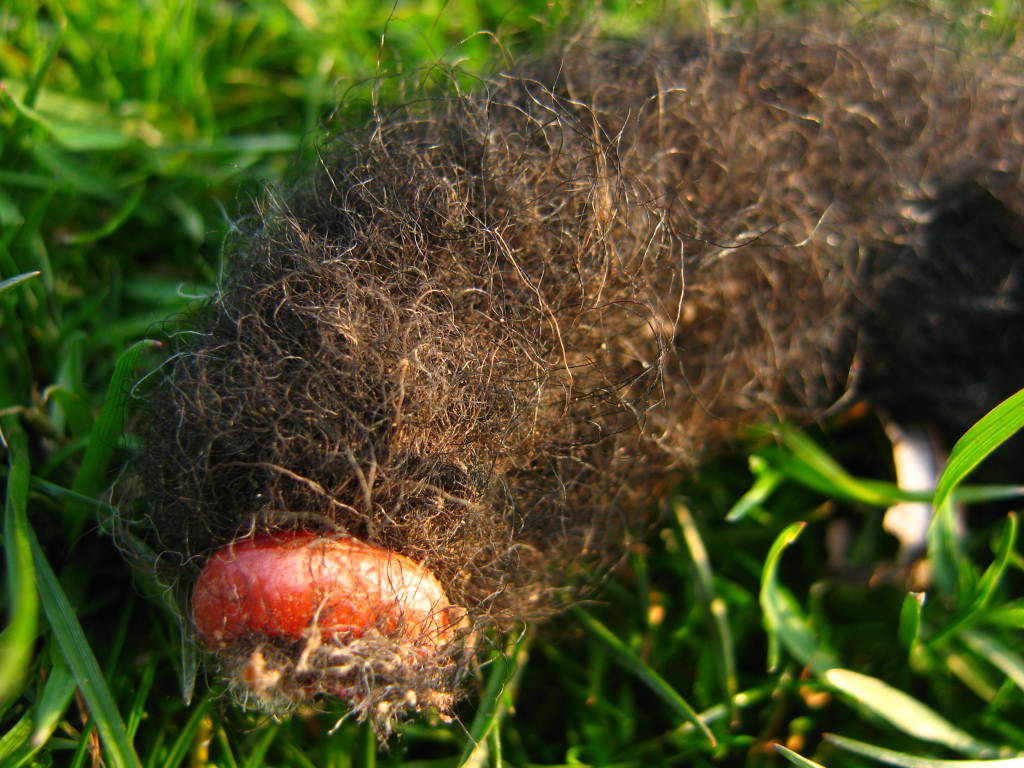
小羊的尾巴

胶筋法亦可用于羊的断尾。实践中，可与去势同时进行。